# Pachyolpium paucisetosum
Pachyolpium paucisetosum är en spindeldjursart som först beskrevs av William B. Muchmore 1977.  Pachyolpium paucisetosum ingår i släktet Pachyolpium och familjen Olpiidae. Inga underarter finns listade i Catalogue of Life.